# هامبوخ
هامبوخ (به آلمانی: Hambuch) یک شهر در آلمان است که در کوخم-تسل واقع شده‌است. هامبوخ ۶۸۲ نفر جمعیت دارد.